# Lumberjack
Lumberjack je slovenska rock skupina.

## Zgodovina
Začetki benda Lumberjack segajo v leto 2012; prvič so nastopili novembra tistega leta v prvotni zasedbi Anže Omahen na bobnih, Jaka Novak na basu in Rok Ahačevčič na vokalu in kitari. Po nekaj koncertih se jim je pridružil še kitarist Žan Boc, Omahna pa je kmalu zamenjal Blaž Kuster. V tej zasedbi (Boc-Ahačevčič-Novak-Kuster) so delovali do leta 2017. Leta 2015 so sodelovali v 4. sezoni oddaje V svojem ritmu (v epizodi, posvečeni rocku) ter v 3. sezoni Špil lige (2015/16), kjer so prišli do polfinala. 
Začetek leta 2017 so izdali svoj prvi singel »Oči«, za katerega so posneli tudi svoj prvi uradni videospot. Nekaj zatem je Žana Boca zamenjal Robi Glač, nekoliko pozneje (vsaj do novembra, ko je izšel singel »Kdo«) pa se je skupini pridružil še David Podgornik. V tej novi postavitvi so se že drugič udeležili Špil lige, in sicer njene 5. sezone (2017/18); zopet so prišli do polfinala. Maja 2018 so pri založbi Nika izdali EP Nov kliše, ki je vseboval njihove prve štiri skladbe, oktobra pa je sledil njihov albumski prvenec Brez nadzora, brez morale.
16. februarja 2019 so s pesmijo »Lepote dna« nastopili na EMI. Na 5. podelitvi zlatih piščali so bili nominirani za novinca leta 2018. Oktobra 2019 so objavili videospot za novo pesem »Eden tistih«, s katero so napovedali svoj drugi album. Maja 2020 je sledil singel »Krik svobode«, pri katerem je vokale odpel Robi Glač.
Leta 2021 so izdali pesem »Dovoljene so vse stvari«. z vokalistom Tinetom Zajcem. Po odhodu Robija Glača in Davida Podgornika leta 2022 se je skupini pridružil nov kitarist Blaž Grünfeld, s katerim je skupina izdala nov singel »Nisem Isti«.

## Člani
Trenutni člani:
- Rok Ahačevčič − vokal, kitara
- Blaž Grünfeld − kitara, back vokali
- Jaka Novak − bas kitara
- Blaž Kuster - bobni

Nekdanji člani:
- Anže Omahen - Bobni
- Žan Boc - Kitara
- David Podgornik - Klaviature, Tolkala
- Robi Glač - Kitara

## Diskografija
Albumi in EP-ji
- 2018: Nov kliše (EP)
- 2018: Brez nadzora, brez morale
- 2023: Dejt

Radijski singli in videospoti
| Leto           | Pesem                   | Videospot | Digitalni singel | Album                     |
| -------------- | ----------------------- | --------- | ---------------- | ------------------------- |
| Kot Lumberjack |                         |           |                  |                           |
| 2017           | Oči                     | ✓         |                  | Nov kliše                 |
| 2017           | Zaupaj                  | ✓         |                  | Nov kliše                 |
| 2017           | Kdo                     | ✓         |                  | Nov kliše                 |
| 2018           | Pleše                   | ✓         |                  | Nov kliše                 |
| 2018           | Kralj                   | ✓         |                  | Brez nadzora, brez morale |
| 2019           | Lepote dna              |           |                  | Dejt                      |
| 2019           | Čist vse                | ✓         |                  | Brez nadzora, brez morale |
| 2019           | Tist dan                | ✓         |                  | Brez nadzora, brez morale |
| 2019           | Eden tistih             | ✓         | ✓                | Brez nadzora, brez morale |
| 2020           | Krik svobode            | ✓         | ✓                | —                         |
| 2020           | Disko ljubav            | ✓         | ✓                | Dejt                      |
| 2021           | Dovoljene so vse stvari | ✓         | ✓                | Dejt                      |
| 2022           | Nisem isti              | ✓         | ✓                | Dejt                      |
| 2023           | Usodna                  | ✓         | ✓                | Dejt                      |
| 2023           | Sam                     | ✓         | ✓                | Dejt                      |